# Åsa Nyström
Åsa Gunilla Elisabet Nyström, född Stenlund 12 augusti 1960 i Umeå, är en svensk präst, kantor och biskop i Luleå stift. Hon biskopsvigdes 3 juni 2018 och blev då den första kvinnan att bli biskop i Luleå stift.

## Biografi
Åsa Nyström blev 1982 pastor i väckelserörelsen Evangeliska Fosterlandsstiftelsen (EFS), en del av Svenska kyrkan. Hon mottogs som präst i Svenska kyrkan 1991.
Nyström har bland annat varit kantor och präst i Norrängskyrkan i Lycksele 1986–1994. Vidare har hon varit verksam vid Johannelunds teologiska högskola som lärare i praktisk teologi och utbildningsledare 1994–2001, samt vid Svenska kyrkans pastoralinstitut i Uppsala (numera Svenska kyrkans utbildningsinstitut) som studierektor och lärare i ledarskap 2006–2014.
Hon var chefredaktör för EFS:s tidning Budbäraren 2001–2003 och utvecklingsledare vid Svenska kyrkans församlingsförbund 2003–2006. Från år 2014 hade Nyström tjänst som stiftsadjunkt för ledarstöd i Uppsala stift. Sedan 1997 har hon även lett en utbildning i chefs- och ledarskapsutveckling i Svenska kyrkan.
År 2017 valdes Nyström till biskop i Luleå stift. Hon vigdes till biskop i Uppsala domkyrka av ärkebiskop Antje Jackelen, den 3 juni 2018.